# Murad Adigozelzadeh
 (mars 2024).
Murad Adigozelzadeh (en azéri : Murad Zöhrab oğlu Adıgözəlzadə ; né le 20 novembre 1973 à Bakou) est un pianiste, Artiste du Peuple de la République d'Azerbaïdjan (2011), directeur du Théâtre Philharmonique d'État d'Azerbaïdjan.

## Biographie
Murad Zohrab oglu Adigozelzadeh est le fils de l’Artiste du peuple, professeur Zohrab Adiguezelzadehet le petit-fils d'Imran Gasimov.
En 1980,  Murad Adigozelzadeh entre à l'École de musique Bulbul.
En 1984, Murad Adigozelzadeh participe au concours radiophonique international «Concertino-Prague » et devient l’un des dix meilleurs jeunes interprètes. 
En 1987, il effectue une tournée en Tchécoslovaquie. En août 1990, il participe à un concours international de piano en Allemagne. Il effectue une tournée en Turquie en septembre et octobre de la même année. En 1991, après avoir obtenu son diplôme, il entre dans la classe du professeur R. Atakishiyev à l'Académie de musique Hadjibeyov de Bakou, du nom d'Uzeyir Hadjibeyov, puis poursuit ses études dans la classe du professeur Farhad Badalbeyli.

## Études supérieures
En 1995, il effectue une tournée en Turquie avec l'Orchestre de chambre d'État. En mai 1996, il devient le premier lauréat du Concours Républicain de Piano et reçoit le titre de « Meilleur pianiste de l'année ».
En décembre de la même année, il reçoit le titre de « Meilleur musicien de l'année ». Diplômé de l'Académie de Musique de Bakou en 1996, il entre à l'École Supérieure de Musique de Munich (Allemagne) dans la classe du professeur E.Virsaladze et obtient son diplôme en 1998. Pendant ses études en Allemagne, il donne un concert solo dans la ville de Schwelm.La même année, il entre dans la classe du professeur E. Virsaladze au Conservatoire d'État Tchaïkovski de Moscou et obtient son diplôme en novembre 2000.
Pendant ses études au Conservatoire de Moscou, il donne des concerts à Moscou, en Turquie et à Bakou, et participe également à un festival de musique à Kiev (Ukraine) avec les étudiants de la Fondation Vladimir Spivakov.

## Carrière musicale
En décembre 2000, M. Adigozelzadeh donne des concerts en Turquie avec l'Orchestre Symphonique d'État de Bursa.
Son répertoire comprend des œuvres de Bach, Beethoven, Mozart, Haydn, Schumann, Schubert, Brahms, Tchaïkovski, Rakhmaninov et d'autres compositeurs.
Le musicien se produit avec des chefs d'orchestre tels que Nazim Rzayev, Raouf Abdullayev, Yaltchin Adiguezalov, Ramiz Melikaslanov, V. Sirenko, V. Jordania, V. Altshuler, V. Verbitsky.
En décembre 2001, il participe au festival international à Tbilissi, en Géorgie(az) « Adıgözəlzadə Murad Zöhrab oğlu », sur musicacademy.edu.az (consulté le 26 mars 2024).
En janvier et février 2002, il tourne en Allemagne avec l'Orchestre de chambre d'Ingolstadt et interprète un programme solo à Köningsbach.
En mars de la même année, le pianiste se produit au festival international « À la mémoire de Richter », organisé par YAMAHA à Moscou, ainsi qu'avec l'Orchestre Symphonique d'État d'Antalya, en Turquie. En avril, il donne un concert solo dans la petite salle du Conservatoire d'État de Moscou du nom de P.I. Tchaïkovski. En mai 2002, il se produit avec l'Orchestre symphonique d’État d’Azerbaïdjan. En juin de la même année, il participe au 12e Concours international Tchaïkovski.
Actuellement, parallèlement à ses activités de concert, M.Adigozelzadeh est professeur assistant au département de piano de l'Académie de musique de Bakou.
En mars 2004, il reçoit le titre honorifique de « Soliste de la Philharmonie académique d'État de Moscou ».
En 2009, par décret du Président de la Pologne, il est décoré de l'Ordre de la Croix d'Or.